# Augustine Kandathil
Augustine Kandathil (ur. 25 sierpnia 1874 w Chempu, zm. 10 stycznia 1956 w Ernakulam) – indyjski biskup katolicki obrządku syromalabarskiego, wikariusz apostolski, a następnie pierwszy arcybiskup Ernakulam.

## Życiorys
Urodził się 25 sierpnia 1874 roku w Chempu. Święcenia kapłańskie otrzymał 21 grudnia 1901 roku. 29 sierpnia 1911 roku został nominowany wikariuszem apostolskim koadiutorem Ernakulam i biskupem tytularnym Arad. Sakrę biskupią otrzymał 3 grudnia 1911 roku. Funkcję wikariusza apostolskiego pełnił od 9 grudnia 1919, kiedy to zmarł jego poprzednik, bp Aloysius Pazheparambil. 21 grudnia 1923 roku został podniesiony do rangi arcybiskupa Ernakulam. Zmarł 10 stycznia 1956 roku w Ernakulam.